# 大城戰鬥
大城戰鬥發生於1922年4月28日－5月1日，地點則是在中國冀中一帶。是北洋政府時期內戰之一，也是直奉戰爭一部份。交戰兩方為直軍東路及奉軍東路。戰鬥結束後，奉軍東路獲勝佔領河北重要據點大城县。

## 參看
- 北洋政府
- 中華民國北洋政府時期內戰戰鬥列表